# ۹۰۰ (قمری)
۹۰۰ (قمری)، نهصدمین سال در گاهشماری هجری قمری است. اول محرم این سال برابر با یازدهم اکتبر سال ۱۴۹۴ میلادی است.